# Gustav Brøndsted
Gustav Hans Brøndsted (1. november 1885 i Rønne – 16. november 1959 i København) var en dansk teolog, der var søn af forfatteren Karl Gustav Brøndsted og far til modstandsmanden Karl Gustav Stricker Brøndsted.

## Biografi
Gustav Hans Brøndsted blev født den 1. november 1885 i Rønne som søn af adjunkt Carl Gustav Brøndsted og den 27-årige hustru Clara Margrethe Kirstine Thomsen og døbt første søndag efter nytår 1886 i Rønne Kirke.
Gustav Brøndsted blev student i Århus 1904 og flyttede samme år til København, hvor han i 1911 blev cand.theol. fra Københavns Universitet. Han modtog accessit i 1907 for en afhandling om parabelhermeneutikken (forskningen i Jesu lignelser i Det Ny Testamente). Han var lærer i religion og sløjd ved Hellerup Realskole 1911-1922 og ved Øregaard Gymnasium fra 1922 til 1951. Han var sammen med N.I. Heje, Tage Schack og K. Olesen Larsen en af de fire oprindelige udgivere af Tidehverv. Beskæftigede sig i bøger og artikler i Tidehverv især med Det Ny Testamente og den oldkristne litteratur. Han var en skarp kritiker af Rudolf Bultmanns afmytologiseringsprogram.
Han var gift med den to år yngre Frederikke Agathe f. Stricker, sammen fik de i 1915 sønnen Karl Gustav Stricker Brøndsted, der i 1945 blev henrettet af besættelsesmagten.
I 1946 skrev Brøndsted derfor bogen Derfor blev han Frihedskæmper – Til minde om Karl Gustav Stricker Brøndsted.